# Luís Pinto-Coelho (autor de B.D.)
Luís de Almeida e Vasconcelos Pinto Coelho (Lisboa, Campo Grande, 21 de fevereiro de 1959) é um autor português de banda desenhada e artista plástico, criador do personagem Tom Vitoín.

## Família
É filho primogénito do Arquitecto José Gabriel Braamcamp Freire Pinto Coelho (Lisboa, Mercês, 27 de Agosto de 1936 - Lisboa, Hospital da CUF, 31 de Agosto de 1996), sobrinho-bisneto do 1.º Visconde de Silva Carvalho, trineto do 8.º Conde da Ribeira Grande e 1.º Marquês da Ribeira Grande, tetraneto do 4.º Conde de Lumiares, sobrinho-trineto do 1.º Visconde da Charruada, tetraneto do 1.º Conde do Farrobo e 2.º Barão de Quintela e neto materno do 4.º Barão de Almeirim, de ascendência Holandesa, Italiana e Irlandesa, e de sua primeira mulher (Lisboa, Santa Catarina, a 28 de Dezembro de 1957, divorciados) Maria Pia Penalva de Almeida e Vasconcelos (Lisboa, Santa Isabel, 25 de Maio de 1936), sobrinha-neta paterna do 1.º Visconde de Almeida e Vasconcelos, bisneta do 1.º Visconde de Ferreira do Alentejo e neta materna do 2.º Conde de Penalva de Alva (antes Visconde de Penalva de Alva). É irmão do artista gráfico e político José Pinto Coelho, neto do embaixador Luís Pinto Coelho, sobrinho paterno do pintor Luís Pinto Coelho e primo da jornalista Sofia Pinto Coelho. É primo em segundo grau de Nuno Vasconcellos. Pelo lado paterno é também primo em sexto grau do já falecido jornalista e apresentador de televisão Carlos Pinto Coelho e primo-sobrinho em quarto grau de José Diogo Quintela.

## Biografia
Cresceu a desenhar e influenciado pela leitura dos clássicos da BD Franco-Belga. Em 1975, em consequência da situação económica criada pelo PREC, o seu pai teve de procurar trabalho no estrangeiro e mudou-se com a família para o Brasil, onde morou no Rio de Janeiro, e aí terminou os seus estudos secundários e iniciou o curso de Engenharia. Em 1979, depois de abandonar os estudos universitários, regressou a Portugal onde trabalhou por vários anos em arquitectura.
Frequentou o curso de Fotografia do Ar.Co de 1983 a 1985, trabalhou em fotografia, design gráfico, ilustração e cartoon. Motociclista entusiástico, em 1990 fez uma série de desenhos humorísticos para a revista "Moto-Jornal". 
Criou a banda desenhada As Odisseias de um Motard, publicada de 1992 a 2017 na revista "Motociclismo", onde o autor faz o protagonista Tom Vitoín e os seus amigos viver aventuras que retratam com humor a realidade do quotidiano do motociclista português. Em virtude do sucesso desta BD na revista, em 1996 foi lançado o primeiro álbum da série As Odisseias de um Motard, que é a compilação das histórias já publicadas. 
Ilustrou Os Portugas no Dakar, segundo uma ideia original e argumento da piloto Elisabete Jacinto. Esta BD, com texto de Elisabete Jacinto e desenhos de Luís Pinto-Coelho, conta de uma forma humorística as aventuras verídicas dos primeiros motociclistas portugueses que participaram no “Paris-Dakar”. O 2º volume recebeu, em 2008, o prémio de Melhor Cartoon Nacional nos VI Troféus Central Comics, na Casa da Animação, no Porto.
Foi colaborador regular na edição portuguesa da revista "Motociclismo", de 1992 até à extinção da revista, em Novembro de 2017, em virtude da falência do grupo Motorpress Lisboa. Após o fim da revista, começou a publicar As Odisseias de um Motard online, no site "Andar de Moto", desde Janeiro de 2018. De 2012 a 3013 colaborou, também, com a revista "Só Clássicas", na qual criou a série de BD Os Amantes das Velhinhas, onde retratava com humor os apaixonados pelas motos antigas.
Casou primeira vez em Lisboa, Santa Maria de Belém, a 17 de Agosto de 1985 com Maria Inês Falcão Arraes Beja da Costa (Lisboa, São Jorge de Arroios, 27 de Junho de 1962), sem geração, divorciados em 1988, e casou segunda vez em Cascais a 17 de Março de 1989 com Ana Maria Maia de Goes (Lisboa, São Sebastião da Pedreira, 26 de Maio de 1960), de quem se divorciou em 1999, filha do cantor Luiz Goes, tradutora intérprete, de quem tem uma filha, Leonor de Goes Pinto Coelho (Lisboa, São Sebastião da Pedreira, 2 de Agosto de 1989).

## Livros publicados
- 1996 - As Odisseias de um Motard (Nº1)
- 1999 - As Odisseias de um Motard - Nº2
- 2003 - As Odisseias de um Motard - Nº3
- 2007 - As Odisseias de um Motard - Nº4
- 2011 - As Odisseias de um Motard - Nº5
- 2013 - As Odisseias de um Motard - Nº6

Em co-autoria com Elisabete Jacinto:
- 2003 - Os Portugas no Dakar - volume 1
- 2007 - Os Portugas no Dakar - volume 2